# Hoche (Métro Paris)
Hoche [ɔʃ] ist eine unterirdische Station der Linie 5 der Pariser Métro. Sie befindet sich im Pariser Vorort Pantin. Der Name der Station leitet sich von der Rue Hoche ab, die nach dem französischen General Lazare Hoche benannt ist.
Die Station wurde am 12. Oktober 1942 mit Eröffnung des Abschnitts Gare du Nord–Église de Pantin der Linie 5 in Betrieb genommen.